# بروس هايوود
بروس هايوود (بالإنجليزية: Bruce Haywood)‏ هو باحث في الدراسات الألمانية أمريكي، ولد في 1925. تولى رئاسة كلية مونماوث في ولاية إلينوي.